# Miltochrista rhipiptera
Miltochrista rhipiptera är en fjärilsart som beskrevs av Alfred Ernest Wileman och Reginald James West.
Miltochrista rhipiptera ingår i släktet Miltochrista och familjen björnspinnare. Inga underarter finns listade i Catalogue of Life.